# Gorilla FC (Ruanda)
Der Gorilla Football Club ist ein ruandischer Fußballverein aus der Hauptstadt Kigali.

## Erfolge
- Ruandischer Zweitligameister: 2019/20

## Stadion
Seine Heimspiele trägt der Verein im Kigali Pelé Stadium in Kigali aus. Das Stadion hat ein Fassungsvermögen von 22.000 Personen.

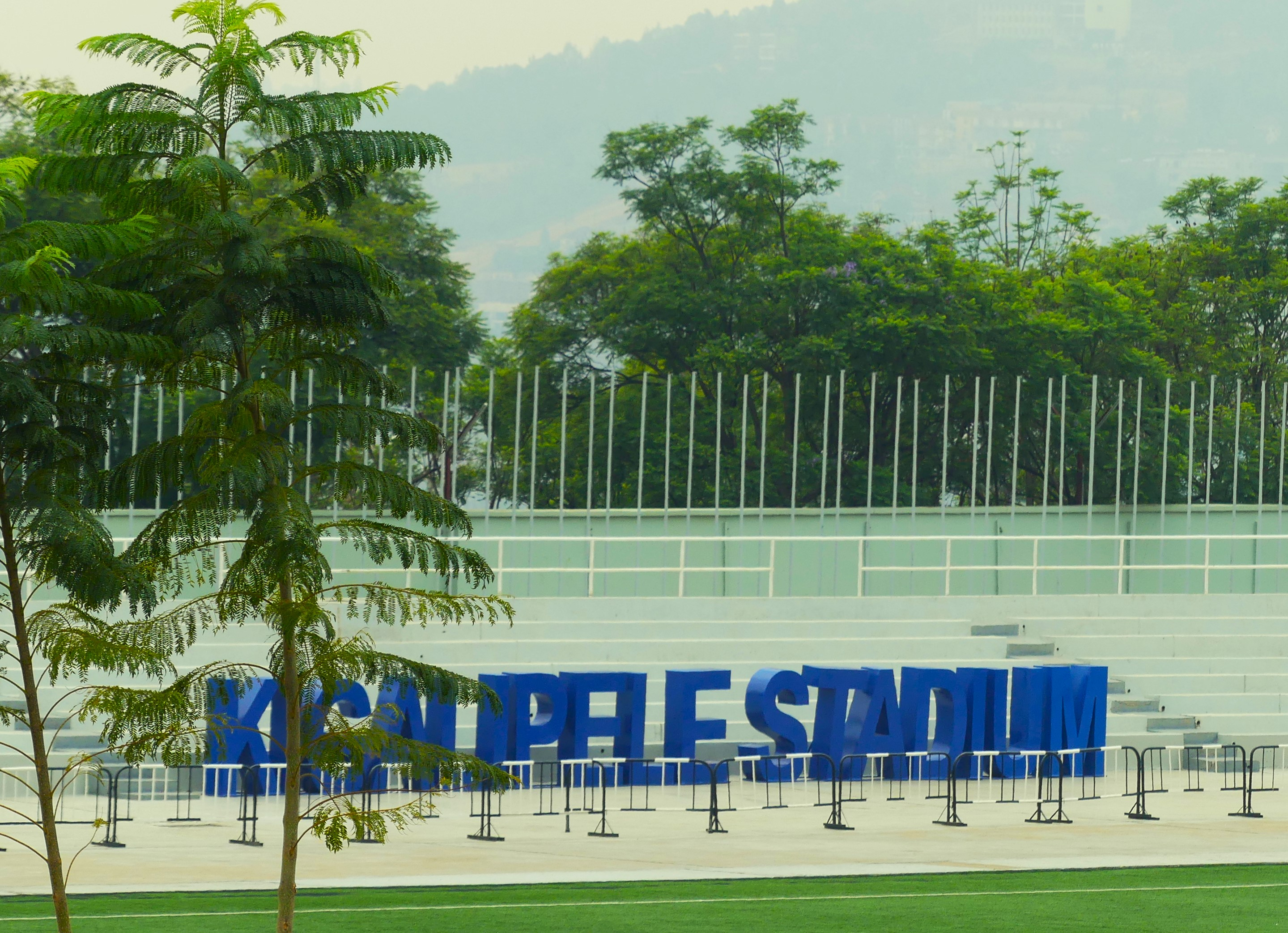
Kigali Pelé Stadium

## Saisonplatzierung
| Saison  | Liga                    | Level | Platz |
| ------- | ----------------------- | ----- | ----- |
| 2019/20 | Rwandan Second Division | 2     | 1. ▲  |
| 2020/21 | Rwanda Premier League   | 1     | 6.    |
| 2021/22 | Rwanda Premier League   | 1     | 13.   |
| 2022/23 | Rwanda Premier League   | 1     | 9.    |
| 2023/24 | Rwanda Premier League   | 1     | 10.   |
| 2024/25 | Rwanda Premier League   | 1     | 6.    |
| 2025/26 | Rwanda Premier League   | 1     |       |

Quelle: rsssf.org